# 色當 (新墨西哥州)
色當（英語：Sedan）是位於美國新墨西哥州尤寧縣的非建制地區。

## 歷史
色當的郵局自1910年營運至今。

## 地理
色當所處的海拔為高於海平面1399米（即4590英呎），而該地所採用的時區為UTC-7，即北美山地时区（MST）。同時該地設有夏令時間，為UTC-7調快一小時，即UTC-6（MDT）。